# Aethopyga guimarasensis
El suimanga de Guimarás (Aethopyga guimarasensis) es una especie de ave paseriforme de la familia Nectariniidae endémica de las Bisayas occidentales, en el centro-oeste de Filipinas.

## Distribución y hábitat
El suimanga de Guimarás se encuentra únicamente en las islas de Panay, Guimarás y Negros y algunas islas menores adyacentes, donde ocupa los bosques tropicales de tierras bajas.

## Subespecies
Se reconocen las siguientes:
- A. g. guimarasensis (Steere, 1890) - Panay y Guimarás
- A. g. daphoenonota Parkes, 1963 - Negros